# Элизабет (гора, Антарктида)
Гора Элизабет — массивная, свободная ото льда гора высотой 4480 м, возвышающаяся в 11 км к югу от горы Анны на хребте Куин-Александры в Антарктиде. Она была открыта Британской антарктической экспедицией 1907–09 годов и названа в честь Элизабет Доусон-Лэмбтон, поддерживавшей исследования Антарктики и, в частности, эту экспедицию. 

## Авиакатастрофа
- 23 января 2013 года самолёт DHC-6 Twin Otter на лыжном шасси авиакомпании Kenn Borek Air с тремя канадцами на борту, разбился на горе Элизабет[2][3]. Аварийный радиобуй  был обнаружен в тот же день[4]. Самолет следовал от американской станции Амундсен-Скотт на Южном полюсе к итальянской станции Зуккелли в заливе Терра-Нова, работающей под эгидой Итальянского национального агентства по новым технологиям, энергетике и устойчивому экономическому развитию (ENEA)[2][5].   Самолёт был обнаружен 25 января 2013 года, место падения было на высоте 4000 м. Вертолётная спасательная команда Новой Зеландии, обнаружившая обломки, сообщила, что выжить в аварии было невозможно[3]. Из-за небезопасных условий 27 января спасательные работы были прекращены после обнаружения бортового самописца[6].